# Scraptia inclusa
Scraptia inclusa là một loài bọ cánh cứng trong họ Scraptiidae. Loài này được Ermisch miêu tả khoa học năm 1941.